# Coleotrype
Coleotrype là một chi thực vật có hoa trong họ Commelinaceae.